# Разнокрылые стрекозы
Разнокрылые стрекозы (лат. Anisoptera) — инфраотряд крылатых насекомых из отряда стрекоз (Odonata). Обладают крупными фасеточными глазами, двумя парами сильных прозрачных крыльев и удлинённым телом. Задние крылья у разнокрылых стрекоз отличаются по форме от передних — они шире у основания. От представителей другой крупной группы отряда — равнокрылых стрекоз — отличаются перпендикулярным к продольной оси тела положением крыльев в спокойном состоянии. Разнокрылые стрекозы — самые быстрые летающие насекомые, охотящиеся на москитов, мух, пчёл, муравьёв и бабочек. Например, стрекоза  Austrophlebia costalis может летать со скоростью до 97 км в час. Максимальная скорость крупных стрекоз достигает 10–15 м/сек (36–55 км/час).
Обычно встречаются вблизи водоёмов и болот, так как их личинки («нимфы») живут в воде.

## Описание имаго
К подотряду относятся крупные и очень крупные, хорошо летающие, обычно ярко окрашенные насекомые.

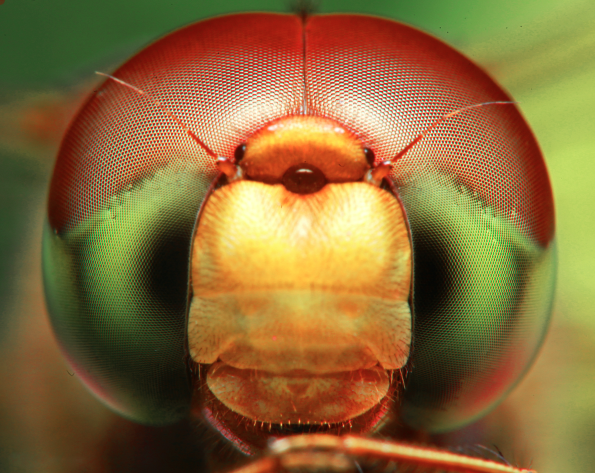
Голова полосатого сжатобрюха (вид спереди). Хорошо видны крупные фасеточные глаза

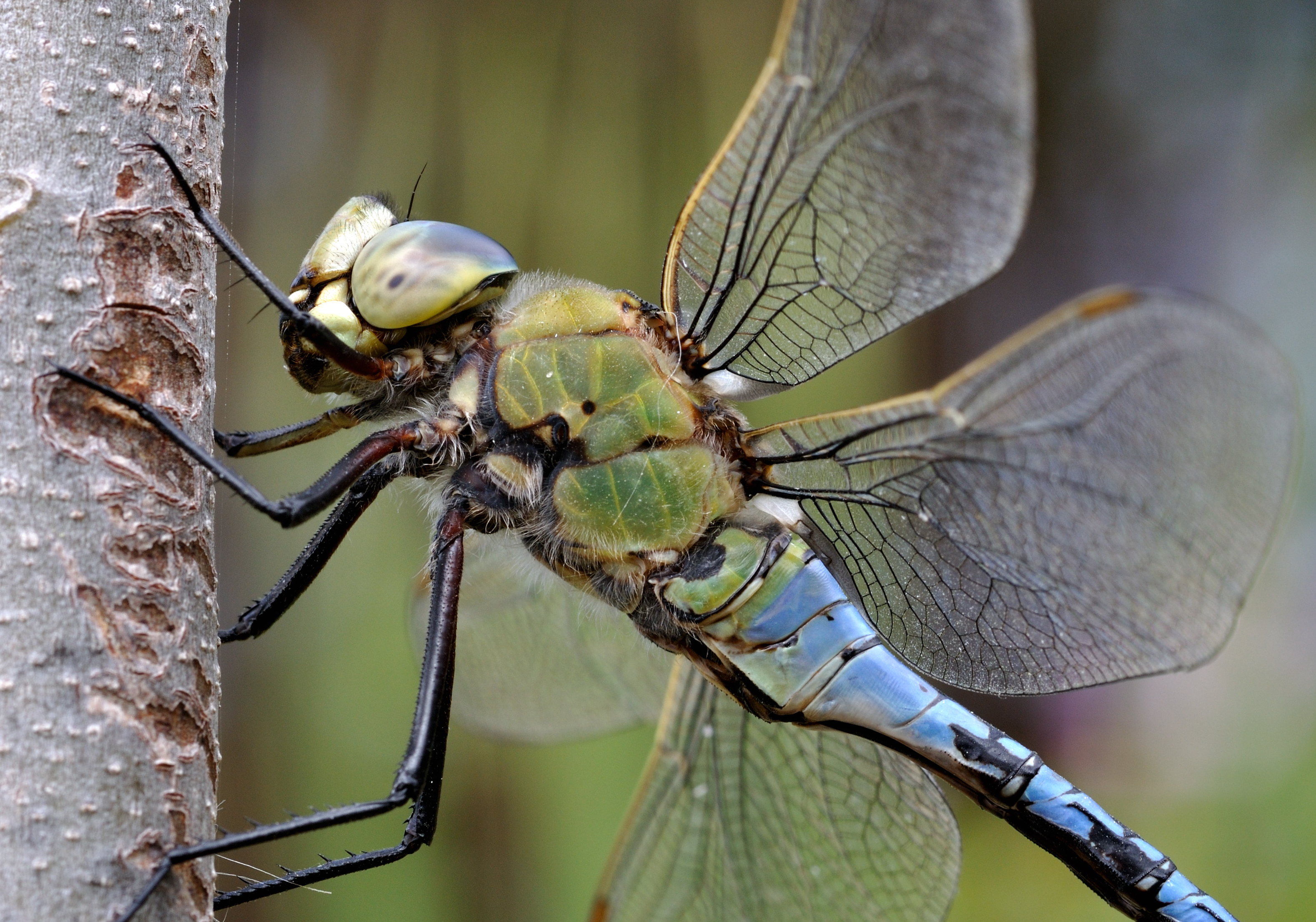
Голова и грудь Anax imperator крупным планом

Голова крупная, шире всех остальных отделов тела. Она обособлена от переднегруди и сочленена с ней чрезвычайно подвижно, благодаря чему способна поворачиваться вокруг продольной оси тела на 180°. Бо́льшую часть головы занимают очень крупные полушаровидные сложные фасеточные глаза. У разнокрылых стрекоз глаза более или менее смещены ко лбу. У Gomphidae они разделены промежутком, меньшим, чем диаметр глаз. У булавобрюхов глаза соприкасаются в одной точке, а у настоящих стрекоз и коромысел — на протяжении некоторого отрезка. Ротовой аппарат мощный, хорошо развитый, грызущего типа. Он образован непарными верхней и нижней губами, парными острозубчатыми верхними (мандибулы) и нижними (максиллы) челюстями. Верхняя губа прикрывает сверху челюсти, она в виде короткой пластинки, вытянутой в поперечном направлении, с полукруглым внешним краем. Нижняя губа из трёх лопастей (средней и двух боковых) покрывает собой челюсти снизу. Она крупнее верхней, наиболее развита у разнокрылых стрекоз, которые жуют добычу на лету. Парные челюсти размельчают пищу, двигаясь при этом в горизонтальной плоскости. Челюсти стрекоз чрезвычайно прочные и характеризуются острыми твёрдыми зубцами. На максиллах также имеются щупики, выполняющие осязательную роль.

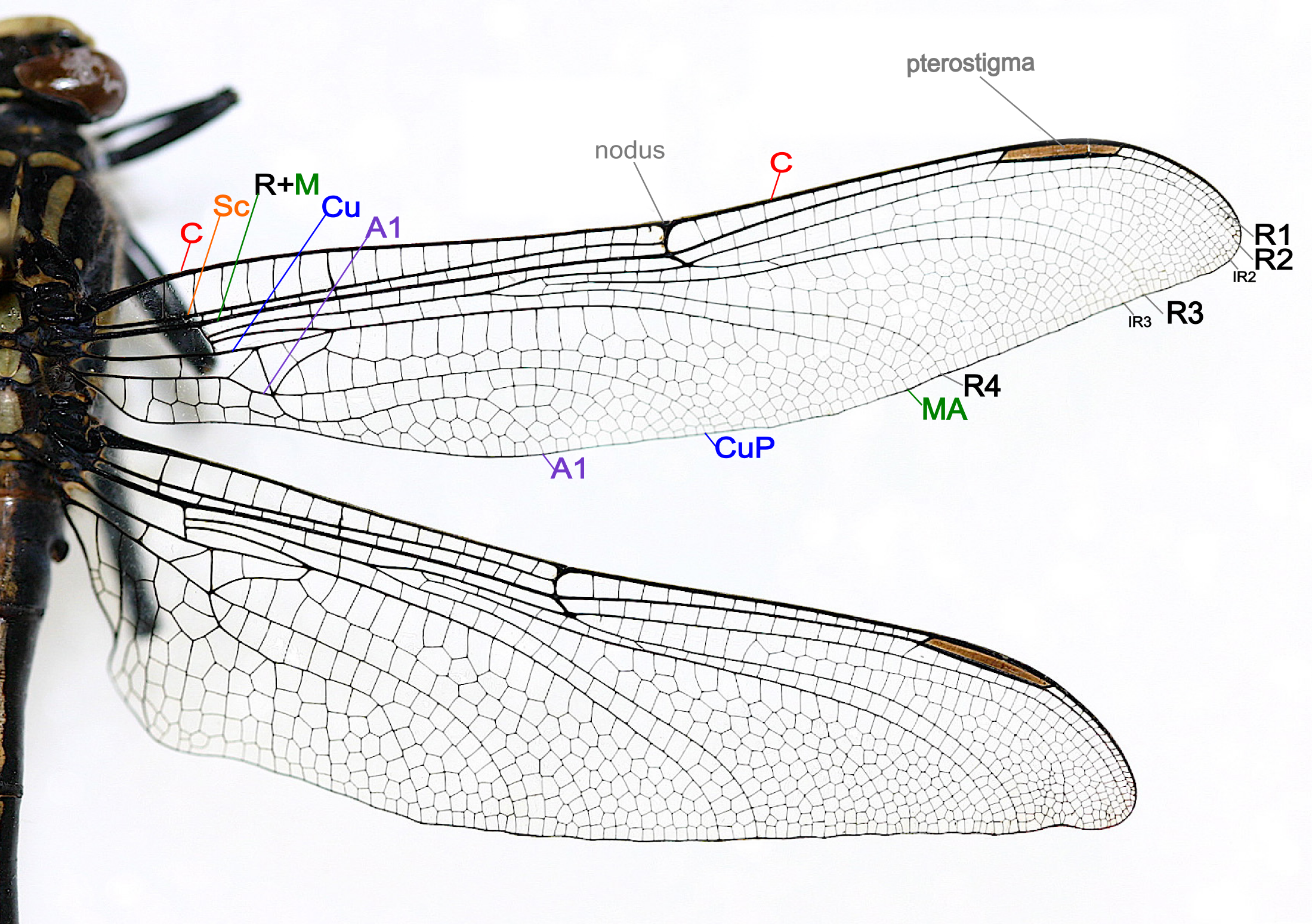
Общий план строения крыльев разнокрылой стрекозы

Грудь хорошо развитая; как и у всех насекомых, состоит из переднегруди, среднегруди и заднегруди. Каждая из частей несёт на себе одну пару конечностей, а среднегрудь и заднегрудь ещё и по паре крыльев каждая. Целый ряд особенностей строения груди стрекоз является своеобразным. Переднегрудь отделена от среднегруди, сильно редуцирована (иногда практически целиком помещается в углублении задней стороны головы). Задне- и среднегрудь хорошо развитые и плотно сросшиеся между собой, образуют синторакальный комплекс, или синторакс, который воспринимается как собственно грудь и часто так и называется. Склериты каждого сегмента отделены друг от друга швами. Боковой шов между средне- и заднегрудью развит только у представителей семейства Calopterygidae.
На каждом крыле имеется шесть основных продольных жилок:
- Костальная жилка (costa, С) — образует собой весь передний (костальный) край крыла.
- Субкостальная жилка (subcosta, Sc) — располагается параллельно костальной жилке на расстоянии одного ряда ячеек, но короче неё.
- Радиальная жилка (radius, R) — представляет собой целую систему ветвей, называемых секторами. От основания крыла радиальная жилка слита со следующей, медиальной жилкой (medius, M); этот отрезок обозначается как R+M.
- Кубитальная жилка (cubitus, Си) — не ветвясь, идёт от основания крыла до средней части его заднего края, параллельно медиальной жилке, лишь в конце загибаясь назад.
- Анальная жилка (А) — проходит более или менее параллельно кубитальной жилке и заканчивается на заднем крае крыла.

У представителей отряда крылья заметно различны, задние крылья отличаются по форме от передних — они шире у основания. К телу передние крылья прикрепляются всем основанием, а задние крылья в своей базальной части несколько шире передних и прикрепляются только верхней, стебельчато суженной частью расширенного основания. В основании крыла, между медиальной и кубитальной жилками, у равнокрылых стрекоз находится поле, которое называется треугольником. Непрозрачное поле в основании крыла, свойственное большинству разнокрылых стрекоз, получило название перепоночки. Важной особенностью строения крыла стрекоз является наличие птеростигмы и узелка. Птеростигма — утолщение у переднего края крыла, расположенное ближе к его вершине. Она состоит из утолщённых (иногда дополнительно пигментированных) жилок и ячеек и внешне выглядит как плотный тёмноокрашенный участок края крыла. Птеростигма увеличивает амплитуду размаха крыла за счёт утяжеления его вершины и, вероятно, способна гасить вредные колебания (флаттер) крыла.
Конечности состоят из 5 основных частей — тазика, вертлуга, бедра, голени и лапки, которые соединены подвижными суставами. Неподвижно соединены лишь дистальный конец вертлуга и проксимальный конец бедра, сросшиеся друг с другом. Форма ног практически постоянна между представителями; их длина увеличивается от передней пары к задней. Расстояния между парами ног несколько неравные — средняя пара ближе к задней, чем к передней.

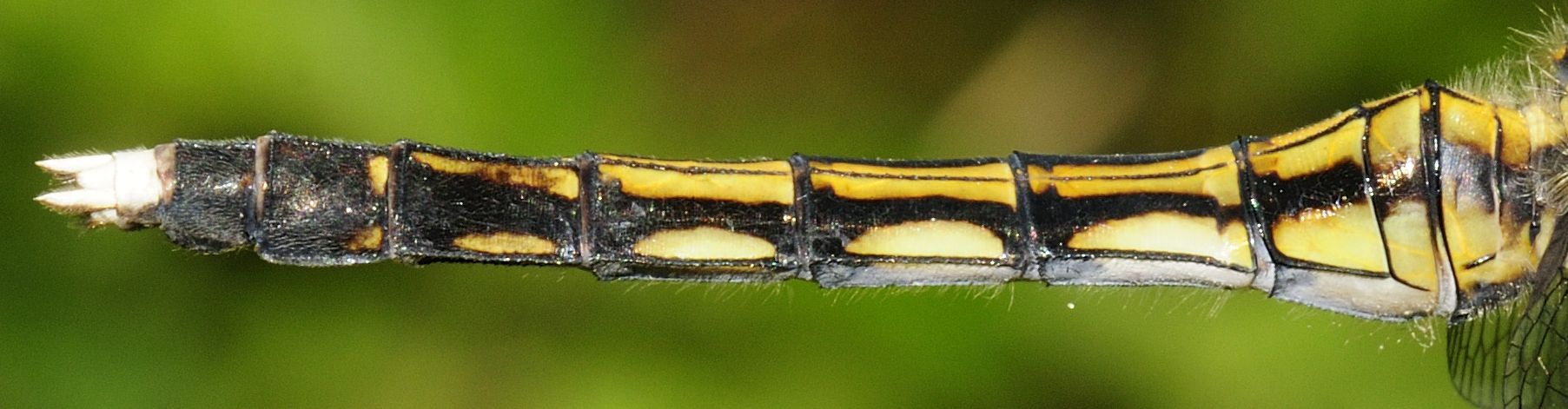
Брюшко самки прямобрюха белохвостого

Брюшко очень длинное, палочкообразное. Чаще оно в сечении округлое, тонкое, реже — широкое и плоское. На его долю приходится до 90 % от всей длины тела. Брюшко состоит из десяти полных сегментов и одиннадцатого рудиментарного сегмента (тельсон). Каждый сегмент образован двумя хитиновыми щитками. Верхний щиток (тергит) дуговидный в поперечном сечении, заходя на брюшную сторону, частично перекрывает нижний (стернит). Последний, в отличие от тергита, имеет слабо выгнутую форму и покрывает брюшко только снизу. По бокам между тергитами и стернитами располагаются растяжимые плевральные перепонки, позволяющие стрекозе изгибать брюшко, а также сжимать и разжимать его при дыхании и откладывании яиц. С каждой стороны на каждом сегменте (кроме IX и X) на плевральной перепонке находится по одному дыхальцу (стигме). Характерная черта строения брюшка самцов большинства видов коромысел и булавобрюхов — наличие продольных выростов на каждой стороне нижней поверхности второго тергита — так называемых ушек (auriculae). Рудиментарные ушки имеются и у самок многих представителей семейства Gomphidae. На конце брюшка располагаются нечленистые анальные придатки, число которых у самок постоянно и равно 2, а у самцов стрекоз разных таксономических групп — либо 4 (по паре верхних и нижних), либо 3 (пара верхних и непарный нижний). Генитальные органы у самок располагаются на конце брюшка. У самцов копулятивный орган — так называемый вторичный копулятивный аппарат — располагается на брюшной стороне второго сегмента брюшка, при этом первичное спермовыводящее отверстие находится на стерните десятого сегмента.
Окраска тела и крыльев представителей подотряда весьма разнообразна. У стрекоз, как и других групп насекомых, различают структурную и пигментную окраску. У некоторых видов отмечается сочетание этих двух типов окраски. Структурная окраска связана с некоторыми специфическими особенностями поверхностной структуры кутикулы (микроскопическими рёбрышками, пластинками и т. п.), которые создают эффекты интерференции, дифракции и дисперсии света, результатом чего являются металлически блестящие оттенки в окраске.

## Морфология преимагиальных стадий
Личинок стрекоз часто называют нимфами либо наядами. Тело у личинок имеет различную форму. У представителей группы оно очень короткое и толстое, совершенно не похоже на тело взрослой стрекозы. Голова у личинок стрекоз крупная и широкая и, за исключением ротового аппарата, устроена так же, как у имаго. Характерной чертой строения головы личинок стрекоз является ротовой аппарат, состоящий из непарной верхней губы, парных верхних челюстей, парных нижних челюстей и непарной нижней губы. Нижняя губа имеет очень своеобразное строение и преобразована в специальное хватательное приспособление для ловли добычи — маску, являющуюся уникальным органом личинок стрекоз. При захвате добычи она стремительно раскрывается и выбрасывается вперёд, при этом зубцы на её переднем конце глубоко вонзаются в жертву. Когда маска складывается, добыча подтягивается ко рту и спокойно пережёвывается. В состоянии покоя маска прикрывает голову снизу и (или) с боков. Маска состоит из подподбородка (submentum), подбородка (mentum), дистальной лопасти, слитой с подбородком, и губных щупиков, преобразованных в боковые лопасти. Подбородок своей вершиной подвижно сочленяется с пластинкой подподбородка, который в свою очередь подвижно соединяется с головой личинки, вследствие чего маска может выдвигаться вперёд и затем складываться.

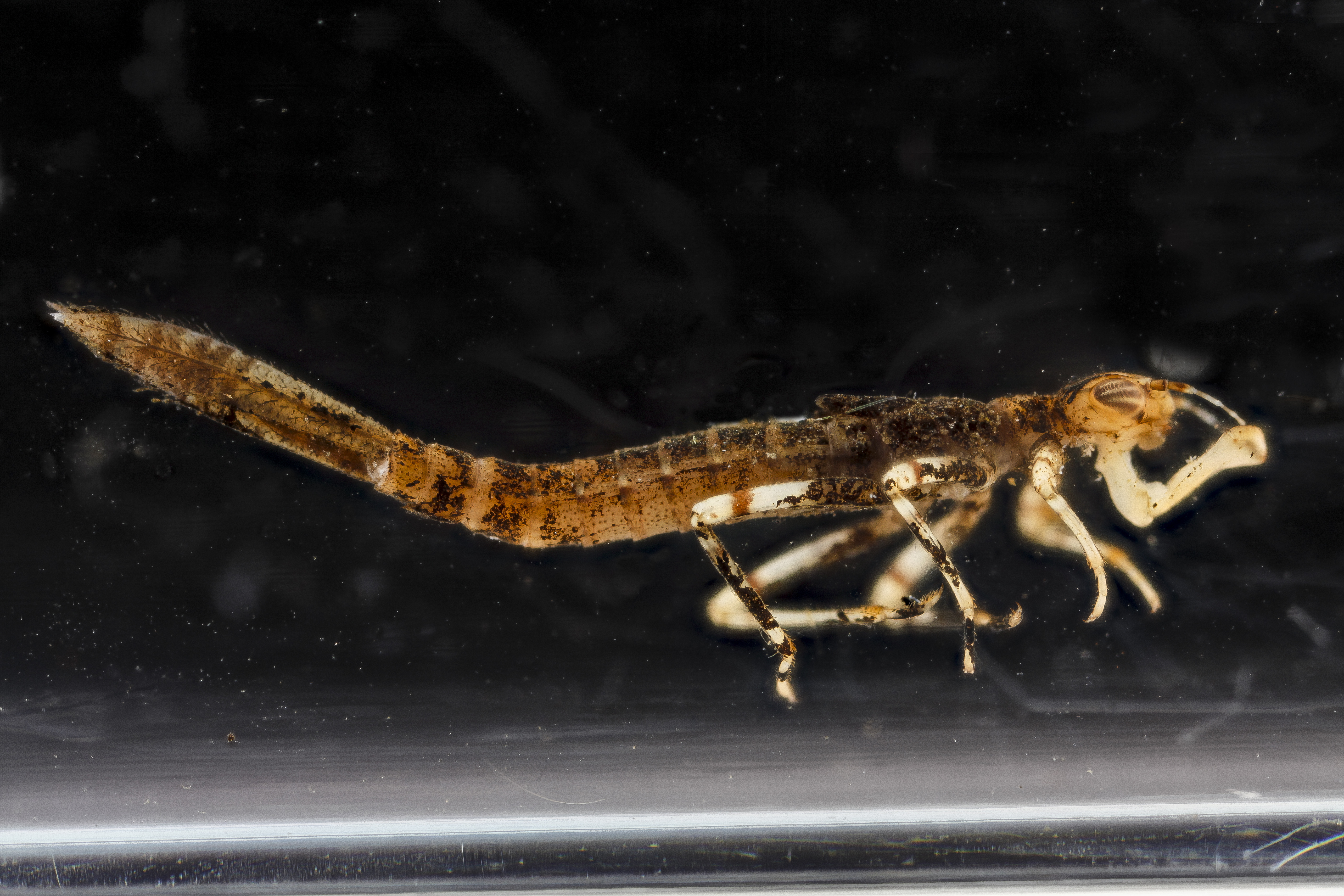
Личинка стрекозы. Хорошо заметна ловчая маска

Существует два типа масок: плоская и выпуклая (шлемовидная). Плоская маска в состоянии покоя прикрывает рот личинки только снизу (её средняя пластинка более или менее плоская, боковые лопасти лежат вместе с ней в одной плоскости), а шлемовидная маска прикрывает одновременно сверху, спереди и снизу, как забрало или черпак. Этот тип характерен, например, для представителей родов коромысла и дозорщики, которые хватают добычу большими подвижными зубцами на её боковых лопастях. Второй тип масок характерен для личинок, обитающих в иле, например, у таких родов, как плоскобрюхи и булавобрюхи. Такие личинки захватывают добычу вместе с илом, а затем мелкие частицы просеиваются через своеобразное «сито», образованное длинными средними и боковыми щетинками на маске.
Бо́льшую часть жизни личинки стрекоз не могут дышать атмосферным воздухом и для дыхания используют жабры, расположенные на конце тела, которые могут быть внутренними (ректальными) или наружными (каудальными). На брюшке личинок разнокрылых стрекоз трахейные жабры расположены в специальной камере в прямой кишке (ректальные жабры), которая периодически заполняется водой.

## Развитие и размножение

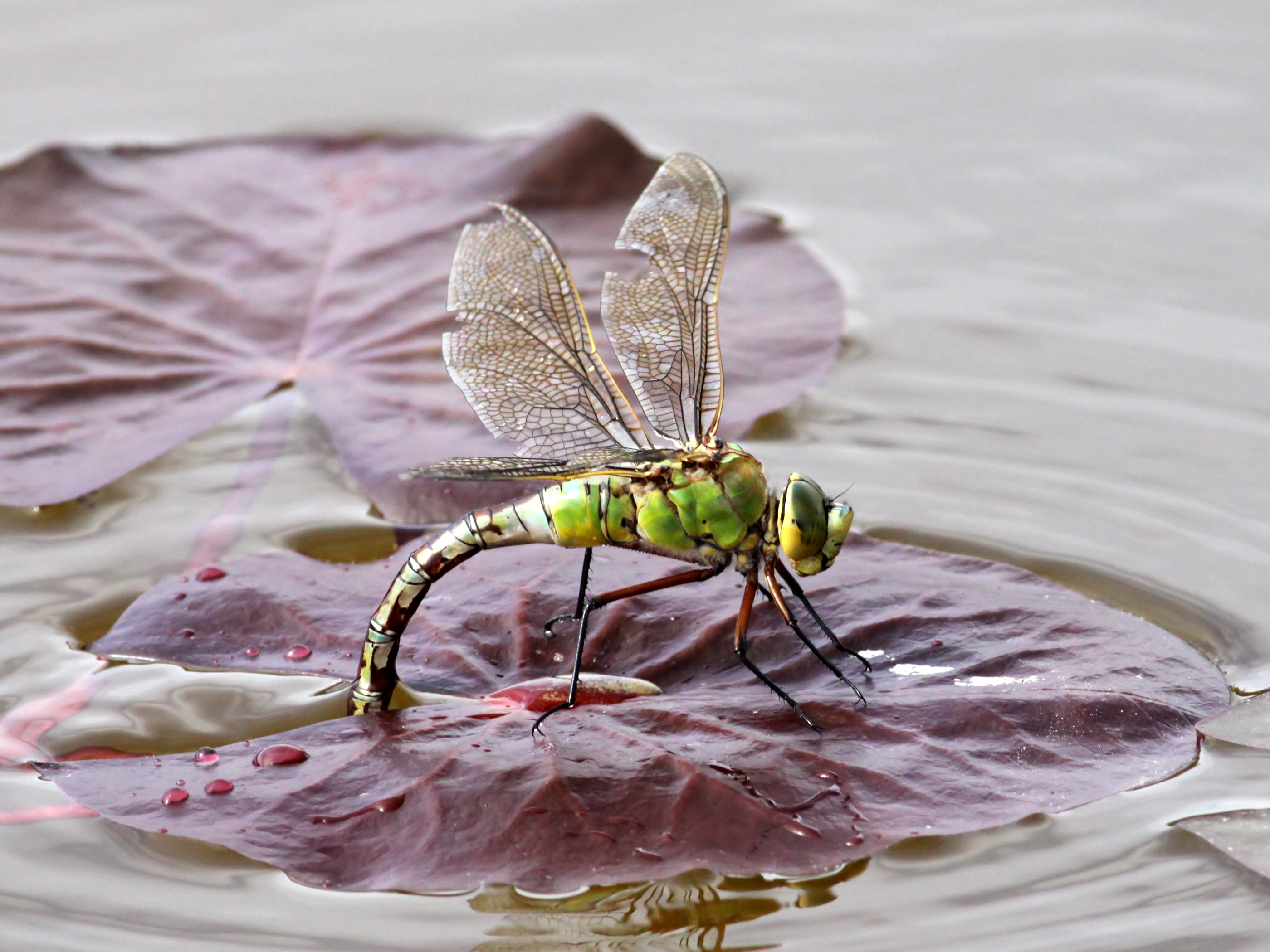
Откладывающая яйца самка дозорщика-императора

Стрекозы развиваются с неполным превращением: они проходят стадии яйца, личинки (наяды) и имаго. Многие стрекозы способны производить более одной генерации в год (вольтинизм). Спаривание стрекоз происходит в воздухе. Самцы разнокрылых стрекоз захватывают самку своими анальными придатками за голову. Совокупительные органы самцов располагаются на II сегменте брюшка (исключительный случай среди насекомых), а семявыводящие протоки на IX сегменте. Предварительно перекачав сперму из девятого во второй абдоминальный сегмент, самцы начинают гоняться за самками. Продолжительность спаривания различается у разных видов и может длиться от нескольких секунд до трёх часов.
После спаривания оплодотворённые самки откладывают яйца прямо на воду, на водоросли, прибрежный ил, мох, гниющие растительные остатки (разнокрылые семейства Aeshnidae) либо в специальные углубления в тканях растений.
Личинки стрекоз ведут водный образ жизни. Обычно они живут в медленно текущих или стоячих пресных водоёмах (заросшие пруды, озёра, старицы рек, канавы, болота). Булавобрюх увенчанный — единственный вид стрекоз, обитающий в горах Средней Азии, преимагинальные фазы которого могут развиваться в горных ручьях с преимущественно ледово-снеговым питанием. Большинство личинок стрекоз живёт на дне или на подводных растениях. Некоторые закапываются в грунт (Gomphinae, Cordulegastridae).
Личинки являются малоподвижными и обычно сидят среди подводной растительности или зарываются в грунт, терпеливо поджидая добычу. Плавают не очень хорошо и редко, обычно будучи потревоженными или спасаясь от врагов. Личинки стрекоз, как и взрослые особи, являются хищниками, питаясь главным образом личинками водных насекомых. Разнокрылые стрекозы питаются активно двигающимися личинками водных животных (веснянок, жуков, комаров, подёнок), мальками рыб, а также пиявками, головастиками, водными клопами, рачками-осликами.
По особенностям строения, обитания и поведения выделяют несколько морфоэкологических типов личинок
- Длиннобрюхие и активно плавающие личинки, обитающие в стоячих водах. Это виды семейства коромысла, передвигающиеся реактивным способом, выталкивая воду из прямой кишки.
- Волосатые личинки, зарывающиеся в грунт. Характерен для семейства дедки. Активные хищники, поедающие крупную добычу, включая мальков рыб и головастиков.
- Короткобрюхие ползающие личинки, обитающие в стоячих водоёмах. Отмечен в семействах бабки и настоящие стрекозы.

## Особенности биологии

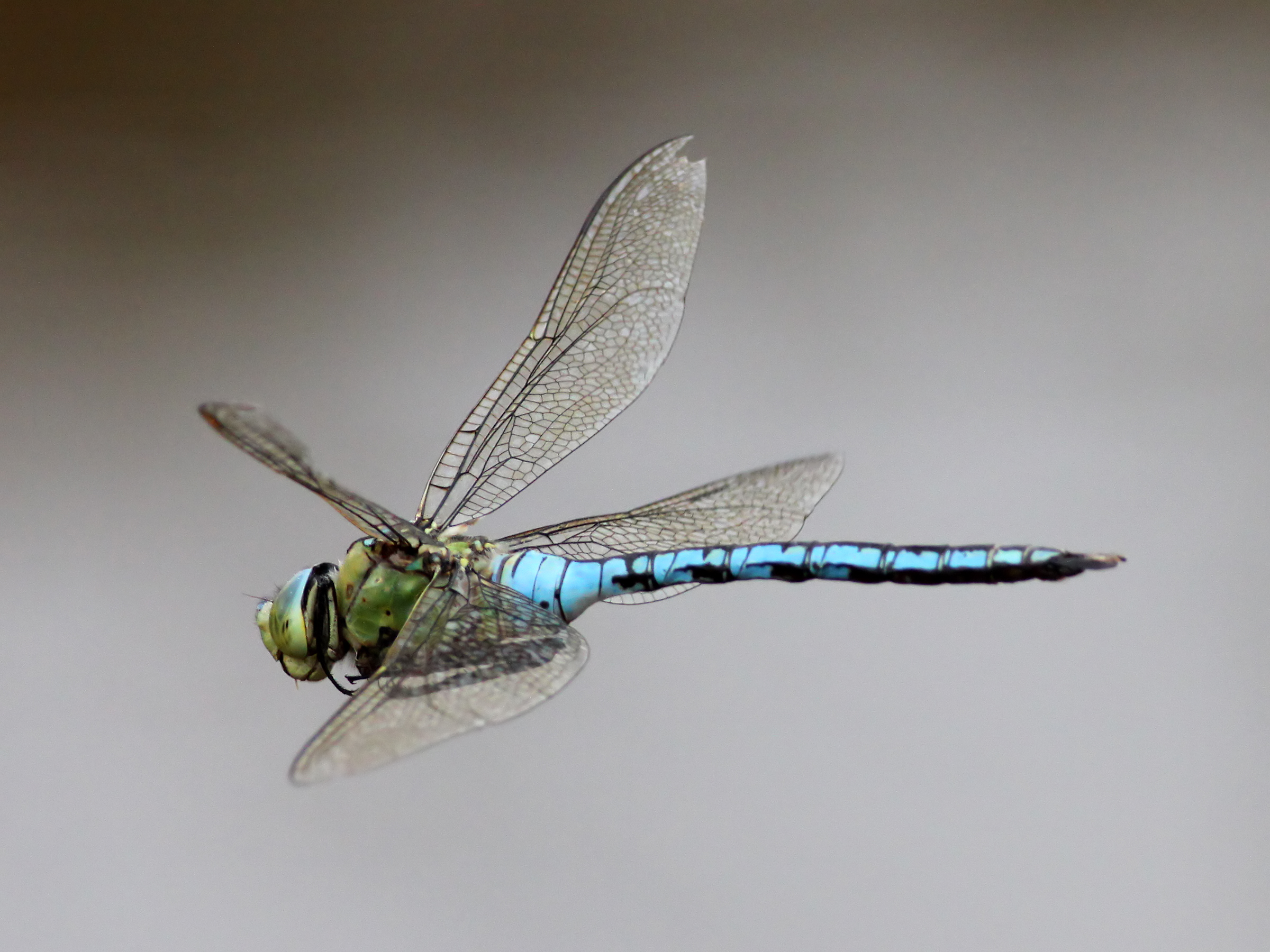
Дозорщик-император в полёте

Основной формой передвижения стрекоз является полёт, помогающий им искать пищу и полового партнёра для размножения, расселяться и мигрировать, спасаться от хищников. Разнокрылые стрекозы характеризуются быстрым резким полётом, способностью отлетать на далёкие расстояния от водоёмов и спариваться вдали от водоёма. Скорость полёта некоторых крупных разнокрылых стрекоз достигает 15 м/с (36—55 км/ч). Стрекоза Austrophlebia costalis способна летать со скоростью до 97 км/ч.
Взрослые стрекозы — активные хищники воздушной среды. Наличие индивидуальных охотничьих участков отмечено у представителей семейств коромысла (Aeshnidae) и бабки (Corduliidae), видов рода настоящие стрекозы (Libellula).
У стрекоз выделяются несколько групп по способам охоты:
- Свободные охотники верхнего яруса — виды с развитыми крыльями, обитающие на открытых пространствах, часто вдали от водоёмов. Охотятся на высоте 2—10 м. Каждая стрекоза контролирует индивидуальный охотничий участок, иногда даже несколько. При наличии большого количества добычи у них может наблюдаться «роевая охота», когда стрекозы собираются в подобие охотничьих стай численностью до 20 особей. К этой группе относятся представители семейств булавобрюхи, коромысла и других.
- Свободные хищники среднего яруса — виды, которые охотятся главным образом над поверхностью воды водоёмов на высоте 0,5—2 м. Такие стрекозы практически постоянно находятся в полёте, изредка присаживаясь на прибрежные или торчащие из воды растения. К этой группе относится большинство представителей семейств дедки и бабки.
- Подстерегающие хищники среднего яруса — стрекозы, большую часть времени охоты проводящие на «наблюдательных пунктах» (верхушках трав и кустарников, торчащих из воды ветках и стеблях растений) и время от времени срывающиеся в погоню за пролетающими насекомыми. К этой группе относятся представители семейства настоящие стрекозы.

Весьма широко у стрекоз развит каннибализм — поедание более мелких стрекоз крупными представителями других видов, особенно широко это явление распространено у крупных стрекоз.
Характерной особенностью крупных стрекоз (Anax, Aeshna, Orthetrum, Crocothemis, Sympetrum, Libellula и др.) является совершение «патрулирующих» полётов. У них отмечается хорошо выраженное территориальное поведение, заключающееся в наличии индивидуальных кормовых участков.
Разнокрылые стрекозы активны в дневное время в тёплую солнечную погоду. В утренние часы и при низких температурах стрекозы часто сидят, греясь под лучами солнца, на камнях, коре деревьев и прочих субстратах, которые способны к быстрому теплообмену. При высоких температурах в дневное время, чтобы избежать перегрева, настоящие стрекозы и дедки, сидя, принимают характерное положение «обелиска» — ориентируют кончик брюшка вверх к солнцу, снижая воздействие тепла на тело.
Разнокрылые стрекозы в целом проявляют исключительную пластичность в выборе водоёмов для развития своих личинок: для них подходящими являются все водоёмы, начиная от горных потоков и ручьёв, прудов, озёр, стариц рек, ручьёв и заканчивая солоноватыми и торфяными водоёмами, вплоть до созданных человеком прудов, оросительных каналов и канав. Примечательно, что в таком большом озере, как Байкал, стрекозы отсутствуют.
Как и многие другие насекомые, разнокрылые стрекозы могут совершать миграции, во время которых могут преодолевать океаны и высокие горные хребты, летая ночью и на больших высотах. Миграции с севера на юг характерны для Anax junius в Северной Америке; некоторые мигранты перелетали на расстояние до 2800 км с северной на южную части континента. Стрекозы всемирно распространённого рода бродяжки используют пассивное распространение, чтобы пересечь Индийский океан, при этом поддерживая местные островные популяции, например, в Тихом океане на острове Пасхи. Адаптивная функция миграции заключается в перемещении отдельных особей и популяций из ухудшающейся со временем среды обитания в более благоприятную на текущий момент.

## Классификация

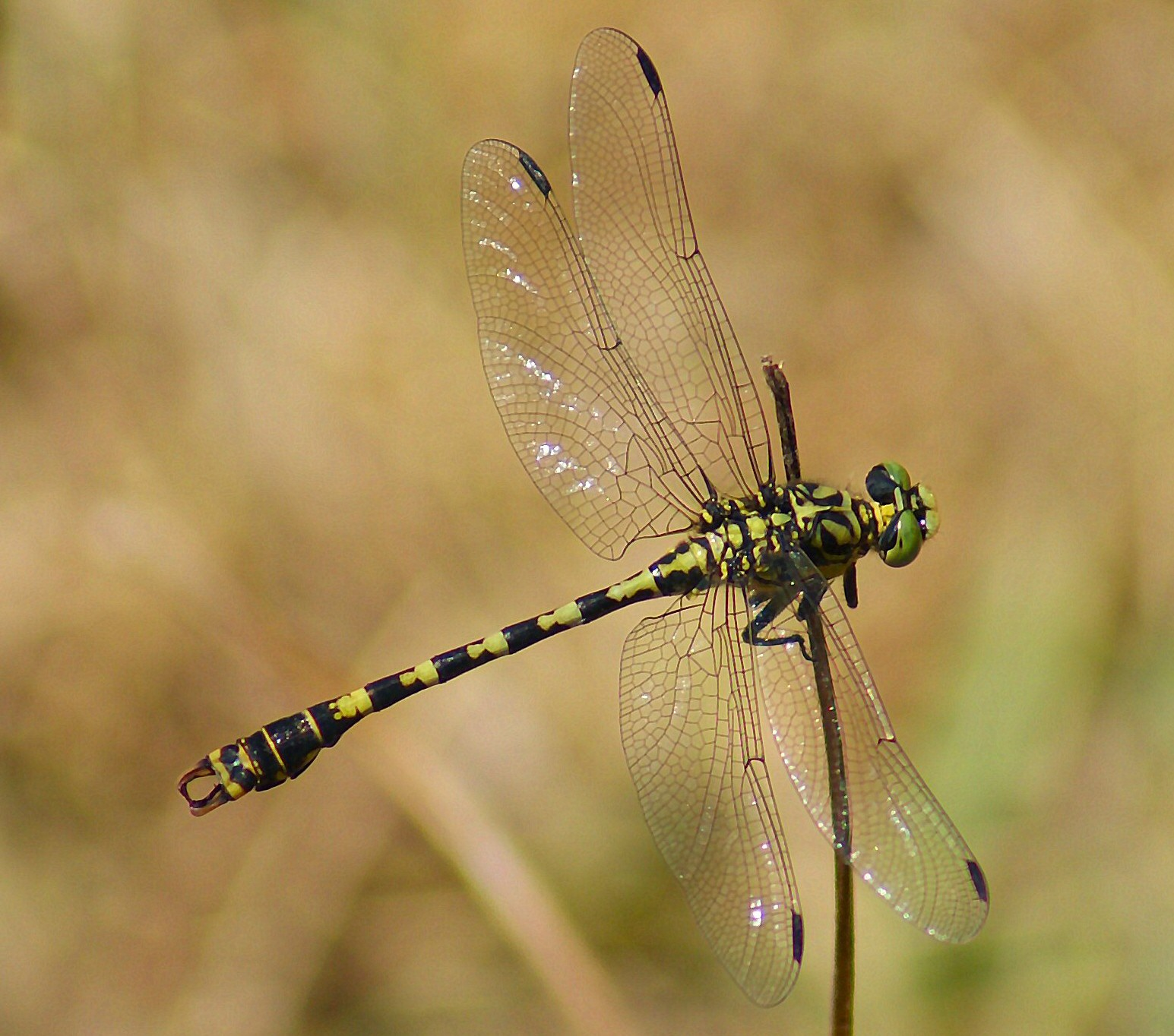
Дедка европейский (Onychogomphus forcipatus)

В подотряде выделяют следующие современные таксоны уровня семейства:
- Надсемейство Aeshnoidea
  - Семейство Aeshnidae — Коромысла, 456 видов
  - Семейство Austropetaliidae — 11 видов
- Надсемейство Petaluroidea
  - Семейство Petaluridae — 10 видов
- Надсемейство Gomphoidea
  - Семейство Gomphidae — Дедки, 980 видов
- Надсемейство Cordulegastroidea
  - Семейство Chlorogomphidae — 47 видов
  - Семейство Cordulegastridae — Булавобрюхи, 46 видов
  - Семейство Neopetaliidae — 1 вид
- Надсемейство Libelluloidea
  - Семейство Synthemistidae — 46 видов
  - Семейство Macromiidae — 125 видов
  - Семейство Corduliidae — Бабки, 154 вида
  - Семейство Libellulidae — Настоящие стрекозы, 1037 видов
  - Роды incertae sedis — 19 родов с 98 видами

## Разнообразие и распространение по семействам
Около 3000 видов (на 2010 год) и 348 родов встречаются во всех зоогеографических областях.
| Семейство        | Индо-малайская зона | Неотропика | Австралазия | Афротропика | Палеарктика | Неарктика | Океания | В мире |
| ---------------- | ------------------- | ---------- | ----------- | ----------- | ----------- | --------- | ------- | ------ |
| Aeshnidae        | 149                 | 129        | 78          | 44          | 58          | 40        | 13      | 456    |
| Austropetaliidae |                     | 7          | 4           |             |             |           |         | 11     |
| Petaluridae      |                     | 1          | 6           |             | 1           | 2         |         | 10     |
| Gomphidae        | 364                 | 277        | 42          | 152         | 127         | 101       |         | 980    |
| Chlorogomphidae  | 46                  |            |             |             | 5           |           |         | 47     |
| Cordulegastridae | 23                  | 1          |             |             | 18          |           |         | 46     |
| Neopetaliidae    |                     | 1          |             |             |             |           |         | 1      |
| Corduliidae      | 23                  | 20         | 33          | 6           | 18          | 51        | 12      | 154    |
| Libellulidae     | 192                 | 354        | 184         | 251         | 120         | 105       | 31      | 1037   |
| Macromiidae      | 50                  | 2          | 17          | 37          | 7           | 10        |         | 125    |
| Synthemistidae   |                     |            | 37          |             |             |           | 9       | 46     |
| Incertae sedis   | 37                  | 24         | 21          | 15          | 2           |           |         | 99     |